# 高木町 (国分寺市)
高木町（たかぎちょう）は、東京都国分寺市の町名。現行行政地名は高木町一丁目から高木町三丁目。郵便番号は185-0036。

## 地理
国分寺市の西部に位置する。北は立川市若葉町、東は富士本、南は光町、西は西町に隣接する。町内は閑静な住宅街である。

### 地価
住宅地の地価は2014年（平成26年）1月1日に公表された公示地価によれば高木町1丁目6番32の地点で22万4000円/m2となっている。

## 歴史

### 地名の由来
江戸時代、現在の東大和市にあたる高木の住民がこの地に開いた新田による。

## 世帯数と人口
2017年（平成29年）12月1日現在の世帯数と人口は以下の通りである。
| 丁目         | 世帯数    | 人口    |
| ------------ | --------- | ------- |
| 高木町一丁目 | 490世帯   | 1,190人 |
| 高木町二丁目 | 395世帯   | 996人   |
| 高木町三丁目 | 384世帯   | 948人   |
| 計           | 1,269世帯 | 3,134人 |

## 小・中学校の学区
市立小・中学校に通う場合、学区は以下の通りとなる。
| 丁目         | 番地           | 小学校               | 中学校               | 備考                                          |
| ------------ | -------------- | -------------------- | -------------------- | --------------------------------------------- |
| 高木町一丁目 | 10〜26番地     | 国分寺市立第八小学校 | 国分寺市立第三中学校 |                                               |
| 高木町一丁目 | その他         | 国分寺市立第二小学校 | 国分寺市立第三中学校 | 以下の学校と選択可能。 ・国分寺市立第八小学校 |
| 高木町二丁目 | 1〜3番地 5番地 | 国分寺市立第二小学校 | 国分寺市立第三中学校 | 以下の学校と選択可能。 ・国分寺市立第八小学校 |
| 高木町二丁目 | その他         | 国分寺市立第八小学校 | 国分寺市立第三中学校 |                                               |
| 高木町三丁目 | 全域           | 国分寺市立第八小学校 | 国分寺市立第三中学校 |                                               |

## 教育施設
- 国分寺けやき幼稚園
- 国分寺市立第三中学校